# Sainte-Foy-de-Montgommery
Sainte-Foy-de-Montgommery är en kommun i departementet Calvados i regionen Normandie i norra Frankrike. Kommunen ligger i kantonen Livarot som ligger i arrondissementet Lisieux. År 2018 hade Sainte-Foy-de-Montgommery 171 invånare.

## Befolkningsutveckling
Antalet invånare i kommunen Sainte-Foy-de-Montgommery
Referens:INSEE